# Гарсоян, Нина Геворговна
Нина Геворговна Гарсоян (англ. Nina Garsoïan; 11 апреля 1923[…], XV округ Парижа — 14 августа 2022, Нью-Йорк, США) — американский историк, специалист по истории Византии, Ближнего Востока и Армении.

## Биография
Нина Гарсоян родилась в Париже 11 апреля 1923 года, в семье эмигрантов из России. С 1933 года жила в Нью-Йорке. В 1943 году в Брин-Мор-колледже получила степень бакалавра античной археологии. С 1946 года — магистр, а с 1958 года — доктор Колумбийского университета в области истории Византии, Ближнего Востока и Армении. Почётный профессор армянской истории и цивилизации Колумбийского университета. Член-корреспондент Британской академии и действительный член Американской академии медиевистики, профессор Колледжа Смит, являлась деканом Принстонского университета, дважды являлась попечителем Фонда Форда. В 1979 году при Колумбийском университете основала кафедру арменистики.
Скончалась 14 августа 2022 года.

## Труды
Работы Гарсоян, в основном, посвящены истории древней и средневековой Армении, источниковедению, византийско-сасанидским отношениям, движению павликиан. Заместитель редактора «Encyclopedia of the Middle Ages», автор нескольких статей энциклопедии «Iranica», «Оксфордского словаря Византии», разделов «Кембриджской истории Ирана».

### Список трудов
- Nina G. Garsoïan. The Paulician heresy: a study of the origin and development of Paulicianism in Armenia and the Eastern Procinces of the Byzantine empire. — Berlin: Mouton, 1967. — (Publications in Near and Middle East Studies. Series A, 6). — ISBN 9783112129548.
- Nina G. Garsoïan. Armenia between Byzantium and the Sasanians. — London: Variorum Reprints, 1985. — (Collected studies, CS218). — ISBN 9780860781660.
- Pʻawstos, BuzandatsÊ»i.; Nina G Garsoïan. The epic histories attributed to Pʻawstos Buzand (Buzandaran patmutʻiwnkʻ). — Cambridge, MA: Harvard University Press, 1989. — xvii, 665 p. — (Harvard Armenian texts and studies, 8). — ISBN 9780674258655.
- Nina G. Garsoïan. Church and Culture in Early Medieval Armenia. — Ashgate, 1999.
- Nina G Garsoïan. L'Église arménienne et le grand schisme d'Orient. — Lovanii: Éditions Peeters, 1999. — lxxi, 631 p. — (Corpus scriptorum Christianorum Orientalium, vol. 574). — ISBN 904290674X.
- Nina G. Garsoïan. The independent kingdoms of medieval Armenia // The Armenian People from Ancient to Modern Times / edited and compilated by Richard Gable Hovhannisian. — Basingstoke: Palgrave Macmillan, 2002. — 386 p. — ISBN 0-312-10169-4.